# Weymouth Township
Weymouth Township ist ein Township im Atlantic County, New Jersey, USA. Das U.S. Census Bureau ermittelte bei der Volkszählung 2020 eine Einwohnerzahl von 2614.

## Geographie
Nach dem United States Census Bureau hat die Stadt eine Gesamtfläche von 32,6 km², wovon 31,6 km² Land und 1,0 km² (2,94 %) Wasser ist.

## Demographie
Nach der Volkszählung von 2000 gibt es 2.257 Menschen, 851 Haushalte und 623 Familien in der Stadt. Die Bevölkerungsdichte beträgt 71,4 Einwohner pro km². 91,98 % der Bevölkerung sind Weiße, 4,79 % Afroamerikaner, 0,40 % amerikanische Ureinwohner, 0,80 % Asiaten, 0,00 % pazifische Insulaner, 1,02 % anderer Herkunft und 1,02 % Mischlinge. 3,81 % sind Latinos unterschiedlicher Abstammung.
Von den 851 Haushalten haben 30,1 % Kinder unter 18 Jahre. 56,6 % davon sind verheiratete, zusammenlebende Paare, 10,3 % sind alleinerziehende Mütter, 26,7 % sind keine Familien, 21,5 % bestehen aus Singlehaushalten und in 9,6 % Menschen sind älter als 65. Die Durchschnittshaushaltsgröße beträgt 2,65, die Durchschnittsfamiliengröße 3,06.
24,9 % der Bevölkerung sind unter 18 Jahre alt, 6,2 % zwischen 18 und 24, 28,9 % zwischen 25 und 44, 22,7 % zwischen 45 und 64, 17,1 % älter als 65. Das Durchschnittsalter beträgt 39 Jahre. Das Verhältnis Frauen zu Männer beträgt 100:92,6, für Menschen älter als 18 Jahre beträgt das Verhältnis 100:90,6.
Das jährliche Durchschnittseinkommen der Haushalte beträgt 45.882 USD, das Durchschnittseinkommen der Familien 49.800 USD. Männer haben ein Durchschnittseinkommen von 41.842 USD, Frauen 29.464 USD. Der Prokopfeinkommen der Stadt beträgt 18.987 USD. 5,1 % der Bevölkerung und 4,7 % der Familien leben unterhalb der Armutsgrenze, davon sind 4,2 % Kinder oder Jugendliche jünger als 18 Jahre und 12,0 % der Menschen sind älter als 65.